# Christus-König-Statue (Pachuca de Soto)

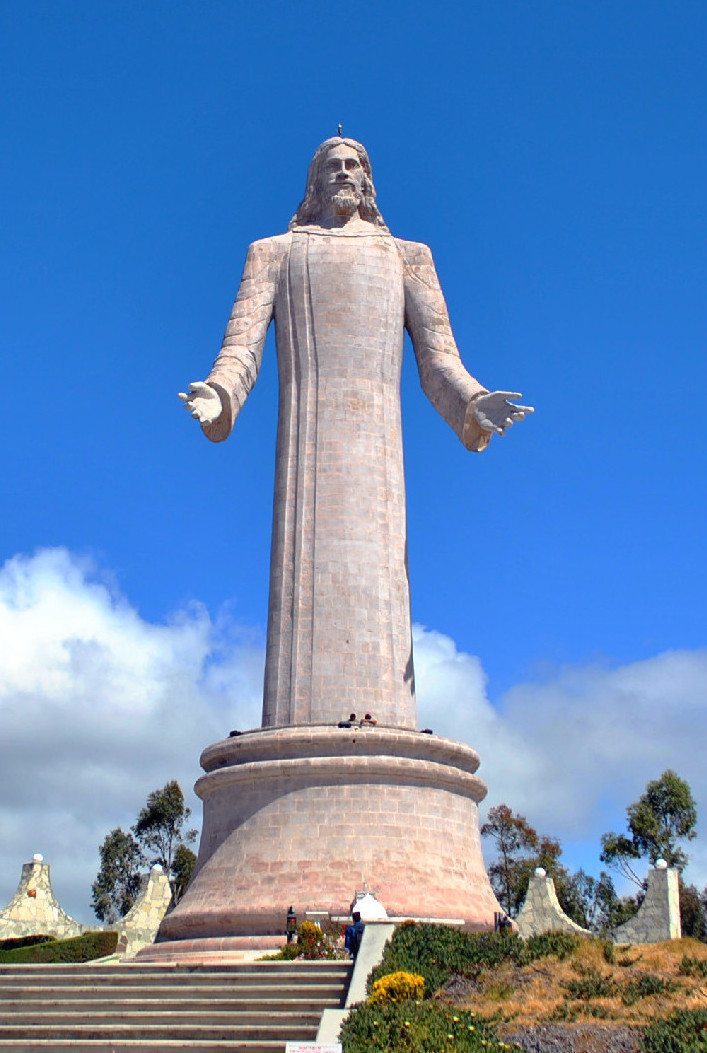
Die Christus-König-Statue von Pachuca

Die Christus-König-Statue von Pachuca de Soto (spanisch: Cristo Rey de Pachuca) ist eine 23 Meter hohe Christusstatue auf dem Hügel Santa Apolonia in Pachuca de Soto im Bundesstaat Hidalgo (Mexiko).

## Geschichte
Als im Jahr 1940 eine Gruppe von Bergleuten in der Mine von Paricutín im Liftschacht stecken blieb, weil sich die Winde nicht mehr bewegen ließ, gelobten sie voller Angst und Glauben: „Christus, König, wenn wir gerettet werden, werden wir dir ein Denkmal bauen!“ Da sie unversehrt blieben, hielten sie ihr Versprechen, allerdings erst, nachdem im Mai 1980 Alfonso Ruiz Romero und eine Gruppe pensionierter Bergleute von Paricutín darauf gedrängt hatten. 1992 wurde der Bau des Denkmals mit Hilfe der Firma „Real del Monte und Pachuca“ sowie mit Unterstützung von Familien und Institutionen in die Wege geleitet.
Projektleiter war José Luis Lugo, assistiert von Vera und C. Narvaez, als Architekt fungierte Cesar Benitez.

## Die Statue

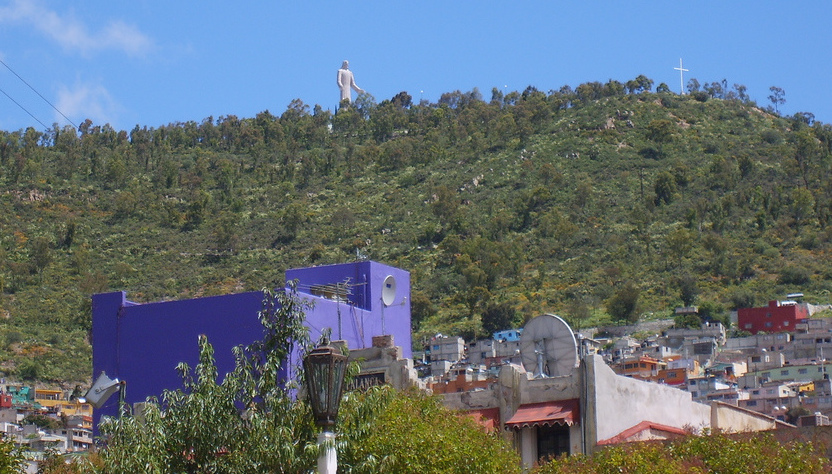
Die Christus-Statue auf dem Cerro de Santa Apolonia

Die Skulptur besteht aus Marmor und ist insgesamt 33 Meter hoch (als Symbol für die 33 Jahre, die Jesus auf der Erde gelebt habe), davon entfallen 10 Meter auf den Sockel. Sie steht auf dem Gipfel des Hügels auf 2662,50 Metern ü. M. Vom Sockel des Denkmals aus, von der Aussichtsplattform, hat man einen ausgezeichneten Blick auf die Stadt.